# Sportvereniging Zulte Waregem
O Sportvereniging Zulte-Waregem (ou somente SV Zulte-Waregem) é um clube de futebol da Bélgica, com sede na cidade de Waregem.
O clube tem uma historia interessante e bastante recente, uma vez que é resultado da “fusão” de dois clubes, os quais já tinham surgido de outras fusões. É um clube mais que fundido, por assim dizer. Andam a dar cartas na Taça UEFA e ninguém ouviu falar deles, nem de onde vieram, eis uma boa maneira das pessoas se informarem.
Foi fundado em 2001, resultado da fusão não oficial de dois clubes, o Zultse VV e o KSV Waregem. Têm sede na cidade de Zulte e jogam no estádio situado na cidade de Waregem. O equipamento de jogo normalmente é branco e apresenta de lado desde os braços, tronco, calções e meias, as cores dos dois clubes em três listas verticais, vermelha, amarela e verde.

Escudo anterior

## Evolução dos Nomes
- 1950 - Zule Sportief
- 1976 - Zultse VV
- 2001 - SV Zulte-Waregem

## Títulos
- Campeonato Belga - 2ª Divisão: 1
  - 2005
- Campeonato Belga - 3ª Divisão: 2
  - 2002
- Campeonato Belga - 4ª Divisão: 2
  - 1994, 1999
- Copa da Bélgica
  - 2006 e 2017
- Supercopa da Bélgica
  - 1982
- Torneio de Paris
  - 1985

## Uniformes

### 1º Uniforme
| 2020–2021 | 2019–2020 | 2018–2019 | 2017–2018 | 2016–2017 |

### 2º Uniforme
| 2020–2021 | 2019–2020 | 2018–2019 | 2017–2018 | 2016–2017 |

### 3º Uniforme
| 2020–2021 | 2019–2020 | 2018–2019 | 2017–2018 | 2016–2017 |